# Première circonscription d'Ambo
La première circonscription d'Ambo est une des 177 circonscriptions législatives de la région d’Oromia en Éthiopie ; elle se situe dans la Zone Ouest Shoa. Son représentant actuel est Meteku Teso Jebesa.